# Quando la città dorme
Quando la città dorme (While the City Sleeps) è un film del 1956 diretto da Fritz Lang.
Si tratta del penultimo film americano di Lang.

## Trama
Per le donne di New York la vita non è più sicura da quando la giovane bibliotecaria Judith Fenton è stata assassinata. 
Lo spettatore vede fin dall'inizio del film, prima ancora dei titoli di testa, chi è l'assassino. Robert Manners, un giovane psicopatico, travestito da falso fattorino, si introduce nell'appartamento della giovane e uccisala mentre sta facendo la doccia, lascia la sua firma, scritta sulla parete, col rossetto della vittima, “Ask mother” (Chiedi alla madre), cosicché la polizia lo soprannomina il «killer del rossetto».
Amos Kyne, proprietario di una grande catena di giornali, riunisce i capiservizio per discutere dell'omicidio e organizzare la campagna di stampa ma muore all'improvviso lasciando la successione al figlio Walter. Costui cinicamente scatena una competizione fra i suoi collaboratori decidendo che nominerà direttore esecutivo chi, fra Harry Kritzer, capo dei servizi fotografici, Mark Loving, responsabile della rete televisiva, John Day Griffith, direttore del giornale New York Sentinel, troverà l'assassino prima della stessa polizia.
John Day Griffith ha un alleato nel giornalista Edward Mobley, che fa anche servizi sulla rete televisiva di Kyne, Mark Loving recluta la giornalista Mildred Donner, sua amante, perché sia “i suoi occhi e le sue orecchie”, il terzo contendente Harry Kritzer ha una relazione segreta con Dorothy, la moglie di Walter Kyne. Intanto la polizia arresta il portinaio del condominio in cui viveva la Fenton, ma un'altra donna, l'istitutrice Laura Kelly, è uccisa.
Mobley ottiene dal tenente Kaufman informazioni riservate sulle indagini e, nel suo programma televisivo, sfida l'omicida e ne traccia un profilo canzonatorio per provocarlo e farlo uscire allo scoperto. Annuncia poi il fidanzamento con la ragazza che corteggia, Nancy Liggett, segretaria di Loving, e intuendo che può essere un'esca per il killer la esorta a prestarsi al pericoloso gioco.
Nel frattempo Loving convince la sua amante Mildred a sedurre Mobley, suscitando la gelosia di Nancy. Nancy e Dorothy vivono in appartamenti contigui e corrono un grave pericolo. Il killer pedina Nancy e suona alla sua porta ma lei non apre, allora suona alla porta di Dorothy, entra e tenta di aggredirla, ma ha la peggio. Dorothy scappa nell'appartamento della vicina e il maniaco fugge.
Mobley interviene insieme al tenente Kaufman e insegue il maniaco nella galleria della metropolitana. Il passaggio del treno glielo fa perdere di vista ma il destino di Manners è segnato: esce da una bocca di aerazione ed è arrestato dalla polizia. Uno dei tre contendenti per il lavoro di direttore generale vince il concorso, ma un altro ha in serbo una sorpresa.

## Produzione

### Soggetto
Il film è tratto dal romanzo The Bloody Spoor (Lo sperone insanguinato) di Charles Einstein, uscito nel 1953.

### Sceneggiatura
Il regista nella stesura della sceneggiatura si avvale della collaborazione di Casey Robinson e riprende anche un dettaglio di un fatto di cronaca nera riportato dai giornali e accaduto a Chicago: un assassino aveva scritto sullo specchio "Per favore prendetemi prima che uccida ancora".

### Riprese
La lavorazione del film si svolse dal 26 marzo al 30 aprile 1956. (Lotte Eisner)

### Prima
La prima si ebbe a New York il 16 maggio 1956.

## Critica
«Lang... è sottile come il filo di un rasoio. Il suo gelido distacco è quello del naturalista e dell'etnologo. Descrive uno stormo di corvi che divorano un cadavere e dalla sua descrizione scaturisce un giudizio senza appello...»
«Il film denuncia il mondo del giornalismo americano e la stampa scandalistica, la slealtà e la perfidia che possono dividere anche gli amici nella corsa al successo. L'intrigo è elaborato in una serie di mosse scacchistiche, la tensione deriva non da episodi esterni o dalla convenzionale suspense del giallo, ma dai motivi interiori che spingono l'azione. [...] Come in M - Il mostro di Düsseldorf la simpatia o empatia del regista per la psiche disturbata propone il criminale come un essere che non può comportarsi diversamente.»
«Un poliziesco al grado zero, dove la morale è stata sostituita dal cinismo, il cattivo tradizionale fa da specchio ai presunti buoni che gli danno la caccia e il primo è più degno di comprensione dei secondi».
«Il giovane malato che supplica "Per favore prendetemi prima che uccida ancora!" ha una coscienza e un'umanità che non esistono nei suoi segugi; ma la distruzione psichica che essi provocano rimane impunita, la vera malattia della società non viene curata».